# Oefafi
Oefafi is een bestuurslaag in het regentschap Kupang van de provincie Oost-Nusa Tenggara, Indonesië. Oefafi telt 2005 inwoners (volkstelling 2010).